# درتموش (أملش الجنوبي)
درتموش (بالفارسية: درتموش) هي قرية تقع في إيران في غيلان. يقدر عدد سكانها بـ 6 نسمة .